# Suriname International 2014
Die Suriname International 2014 im Badminton fanden vom 13. bis zum 15. November 2014 in Paramaribo statt.

## Sieger und Platzierte
| Disziplin    | Gold                               | Silber                             | Bronze                               |
| ------------ | ---------------------------------- | ---------------------------------- | ------------------------------------ |
| Herreneinzel | Osleni Guerrero                    | Jan Fröhlich                       | Virgil Soeroredjo                    |
| Herreneinzel | Osleni Guerrero                    | Jan Fröhlich                       | Mario Cuba                           |
| Dameneinzel  | Daniela Macías                     | Dánica Nishimura                   | Crystal Leefmans                     |
| Dameneinzel  | Daniela Macías                     | Dánica Nishimura                   | Luz María Zornoza                    |
| Herrendoppel | Mario Cuba Martín del Valle        | Gilmar Jones Mitchel Wongsodikromo | Dylan Darmohoetomo Sören Opti        |
| Herrendoppel | Mario Cuba Martín del Valle        | Gilmar Jones Mitchel Wongsodikromo | Jan Fröhlich Jarolím Vícen           |
| Damendoppel  | Katherine Winder Luz María Zornoza | Daniela Macías Dánica Nishimura    | Rugshaar Ishaak Santusha Ramzan      |
| Damendoppel  | Katherine Winder Luz María Zornoza | Daniela Macías Dánica Nishimura    | Crystal Leefmans Priscila Tjitrodipo |
| Mixed        | Mario Cuba Katherine Winder        | Andrés Corpancho Luz María Zornoza | Dylan Darmohoetomo Rugshaar Ishaak   |
| Mixed        | Mario Cuba Katherine Winder        | Andrés Corpancho Luz María Zornoza | Martín del Valle Daniela Macías      |

## Finalergebnisse
| Disziplin    | Sieger                               | Finalist                             | Ergebnis      |
| ------------ | ------------------------------------ | ------------------------------------ | ------------- |
| Herreneinzel | Osleni Guerrero                      | Jan Fröhlich                         | 21:7, Retired |
| Dameneinzel  | Daniela Macías                       | Dánica Nishimura                     | 21:16, 21:12  |
| Herrendoppel | Mario Cuba / Martín del Valle        | Gilmar Jones / Mitchel Wongsodikromo | 21:11, 21:14  |
| Damendoppel  | Katherine Winder / Luz María Zornoza | Daniela Macías / Dánica Nishimura    | 21:13, 21:14  |
| Mixed        | Mario Cuba / Katherine Winder        | Andrés Corpancho / Luz María Zornoza | 21:12, 21:8   |